# قانون سوم ترمودینامیک
قانون سوم ترمودینامیک می‌گوید هنگامی که انرژی یک سامانه به حداقل مقدار خود میل می‌کند، آنتروپی سامانه به مقدار قابل چشم‌پوشی می‌رسد. یا به‌طور نمادین: هنگامی که {\displaystyle U\longrightarrow {U_{0}}}، {\displaystyle S\longrightarrow {0}}
با به‌کارگیری رابطهٔ میان انرژی درونی و دما، رابطهٔ بالا را می‌توان به صورت زیر نیز نوشت:
اما در هنگام کاربرد این قانون باید توجه داشت که در این دما ({\displaystyle T\longrightarrow {0}}) سامانه در حال تعادل است یا نه. زیرا با پایین آمدن دما، سرعت رسیدن به تعادل بسیار می‌شود.

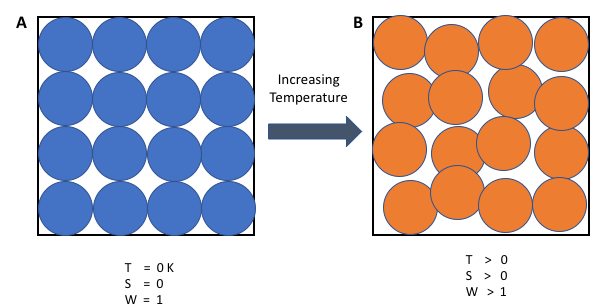
(الف) پیکربندی منفرد ممکن برای یک سیستم در صفر مطلق، یعنی فقط یک ریز حالت قابل دسترسی است. بنابراین S = k ln W = ۰ است. (ب) در دماهای بیشتر از صفر مطلق، چندین ریز حالت به دلیل ارتعاش اتمی قابل دسترسی هستند (در شکل اغراق شده است). از آن‌جایی‌که تعداد ریز حالت‌های قابل دسترسی بیشتر از ۱ است، S = k ln W > ۰ است.